# Römisch-irische Beziehungen
Die römisch-irischen Beziehungen oder hiberno-römischen Beziehungen in der Antike sind charakterisiert durch den kulturellen Austausch zwischen dem Römischen Reich und einzelnen irischen Clans. Die irische Insel, im römischen Schrifttum als „Hibernia“ oder „Ivernia“ bezeichnet, ist eine der wenigen Regionen Westeuropas, die nicht von Rom erobert worden sind. Der nicht systematische Handel und kulturelle Austausch kam gegen Ende der römischen Besatzungszeit in England und Wales zum Erliegen und irische Clanchefs überfielen auch Britannien.

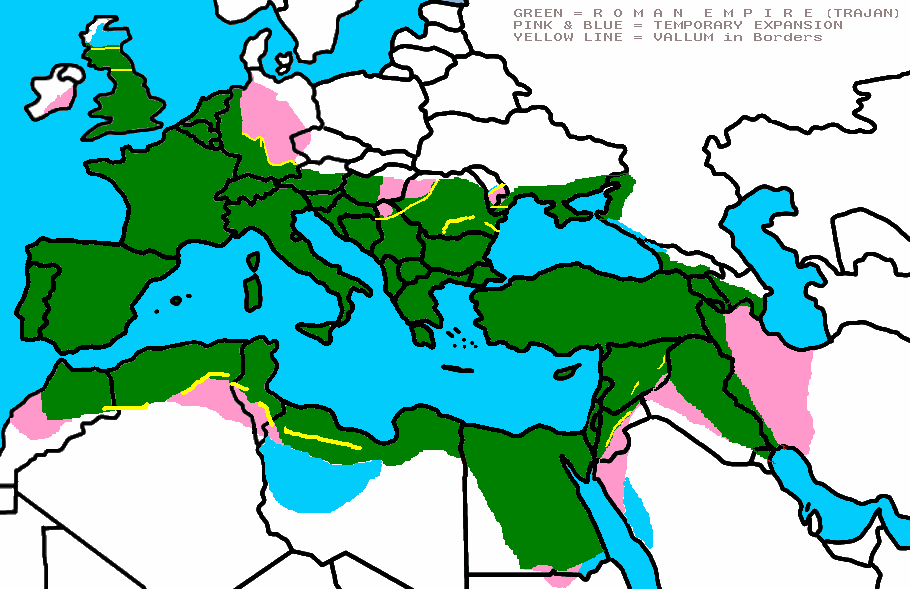
Das römische Imperium zu Trajans Zeit; er war von 98 n. Chr. bis 117 n. Chr. römischer Kaiser. Die grüne Fläche zeigt das römische Reich, rosa und hellblau stellen Gebiete dar, die zeitweise aufgesucht wurden, gelbe Linien zeigen Grenzbefestigungen – darunter der Antoninuswall und Hadrianswall in Britannien

Dennoch ist ein gewisser römischer Einfluss auf die irische Lokalkultur belegbar. Er zeigt sich in kommerzieller, kulturell-religiöser sowie militärischer Hinsicht.

## Irland als Nachbar des römischen Britannien
Die Beziehungen zwischen Rom und Hibernia waren zumeist von kommerzieller Art. Richard B. Warner schrieb im Jahr 1995, dass sich die Handelsbeziehungen zwischen dem Mittelmeer und dem römischen Britannien nach der Invasion des südlichen Britanniens durch Kaiser Claudius (Regierungszeit 41–54 n. Chr.) intensivierten, und im Gefolge dessen auch die zur Insel Hibernia. Zu den Gründen für die römische Invasion Britanniens könnten bereits vage Vorstellungen über Bodenschätze und andere wirtschaftliche Möglichkeiten gezählt haben.
Es gibt einige Hinweise auf mögliche Entdeckungsreisen in der Zeit des Gnaeus Iulius Agricola, des römischen Statthalters Britanniens und Schwiegervaters des Geschichtsschreibers Tacitus. Sie fallen in die Zeit von Bestrebungen, den römischen Machtbereich bis zur Grenze des schottischen Hochlandes zu erweitern. Ab dem Jahr 79 stieß Agricola weiter in den Norden Britanniens vor als jemals ein Römer vor ihm. Er drang bis zum Tanaus oder Taus vor (ein nicht sicher identifizierbarer Ort, vielleicht der Firth of Tay) und erbaute dabei einige Kastelle, die strategisch besonders günstig lagen. Diese Forts konnten, da in ihnen Vorräte für ein ganzes Jahr lagerten, langen Belagerungen, auch im Winter, standhalten. Agricola schritt im folgenden Sommer des Jahres 80 an die Absicherung seiner Eroberungen und legte an einer Landenge, wo die von Tacitus als Clota (Firth of Clyde) und Bodotria (Firth of Forth) bezeichneten Meeresarme tief in die Insel einschneiden, eine Reihe von Kastellen als Verteidigungswerke an. Der weitere Vormarsch nach Norden erfolgte im Jahr 81 n. Chr., als Agricola anscheinend an der Westküste Britanniens gegen den Widerstand bisher unbekannter Stämme erfolgreich weiter über den Firth of Clyde vordrang. Er dachte damals sogar an die Eroberung von Hibernia und zog zu diesem Zweck Truppen an der Küste der Irischen See zusammen, die Irland direkt gegenüberlag. Eine Eroberung erschien ihm offenbar zunächst relativ leicht machbar, wobei er die internen Zwistigkeiten der Adligen Irlands ausnutzen wollte. Daher hatte er auch einen Häuptling, der aus Irland hatte flüchten müssen, freundlich empfangen, um sich bei Gelegenheit seiner bedienen zu können. Er dürfte dann wegen nicht ausreichender Truppenstärke aber doch nicht nach Irland übergesetzt sein. Manche Historiker halten aber ein Übersetzen dennoch für möglich und denken dabei an eine in kleinem Maßstab durchgeführte Probe- oder Strafexpedition. Tacitus erwähnt aber nichts davon, und die Insel blieb jedenfalls auch weiterhin außerhalb des römischen Einflussbereiches.
Im Zusammenhang mit den Piktischen Kriegen des 4. Jahrhunderts sind Angriffe von irischen Kelten auf das römische Britannien dokumentiert, die sich mit den Pikten verbündet hatten.

## Hinweise auf römisch-irische Kontakte in Irland

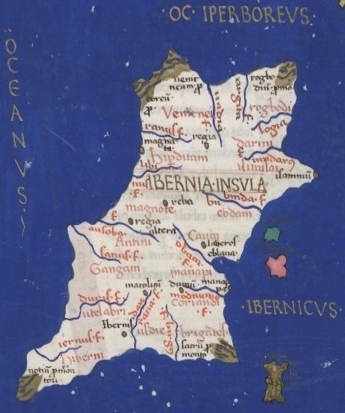
Eine Karte aus dem 15. Jahrhundert, gezeichnet nach den Angaben des Ptolemäus über Hibernia.

Der Geograph Claudius Ptolemäus identifizierte in seiner Karte aus dem 2. Jahrhundert die Britannien vorgelagerte Insel als Hibernia, führte Küstensiedlungen auf und benannte irische Stämme; ein Wissen, das nur Händler oder auch andere Informanten besitzen konnten, die in dieser Zeit die Insel besucht hatten. Darüber hinaus wurden viele römische archäologische Objekte in den Regionen des zentralen und südlichen Irland gefunden, die eine Beziehung zur römischen Kultur nahelegen. In Newgrange wurden auch römische Münzen gefunden.
In dem Ort Drumanagh nördlich von Dublin und auf Lambay Island wurden Artefakte römischen Ursprungs, darunter auch militärische Fundstücke zutage gefördert, die einen Hinweis auf eine Form von römischer Präsenz geben könnten. Der am häufigsten vertretene Standpunkt hierzu ist, dass die militärische Präsenz aufgeboten wurde, um die Sicherheit römischer Händler zu gewährleisten, oder aber um Marktplätze und damit den römisch-britischen bzw. -irischen Warenaustausch zu fördern. Andere Interpretationen jedoch legen nahe, dass es sich nur um römische Handelsaußenposten gehandelt haben könnte, oder lediglich um einheimische irische Siedlungen, die mit dem römischen Britannien in Handelsbeziehungen standen.
Nach Patrick Reinard haben die Römer die Insel Hibernia aufgesucht, er belegt diese Annahme durch Untersuchungen literarischer Quellen und archäologischer Funde bzw. deren Interpretationen und vergleicht sie mit Befunden zu anderen Grenzregionen im römischen Imperium. Die Belegsituation zeige, dass es zwischen der britannischen Provinz und Irland intensive politische und wirtschaftliche Kontakte gab. Er führt weiter aus, dass das römische Militär und die Verwaltung sich ein genaues Bild der angrenzenden Bevölkerung gemacht hätten, um mögliche ökonomische, militärische und politische Potenziale zu bewerten, aber auch die geographische bzw. nautische Situation zu erfassen, um Vorhaben der römischen Marine abwägen zu können.